# 高橋伊望
高橋伊望（1888年4月20日—1947年3月18日），大日本帝國海軍將官。第二次世界大戰期間曾參與蘭印作戰、菲律賓戰役，其後亦主要駐守東南亞地區。1942年，高橋調回日本本土，出任吳鎮守府司令，並一直於該職服役至1944年退役為止。

## 出身
高橋伊望出身於福島縣，是家中次子，父親高橋修齋是當地一名醫生。高橋的家族信奉東正教，其名字其實是其聖名「約翰」的中文音譯。

## 軍旅生涯
高橋在當地的相馬中學畢業後入讀海軍兵學校，並於1908年畢業，成為第36屆畢業生。高橋的成績在同年191名畢業生中排名第10。同期著名畢業生有南雲忠一及澤本賴雄。
畢業後的高橋派往宗谷號防護巡洋艦和須磨號防護巡洋艦服役。1910年，高橋獲升任中尉，並轉到淺間號裝甲巡洋艦繼續服役。其後再轉到子日號驅逐艦及敷島號戰艦服役。1914年，高橋升任大尉。他在利根號裝甲巡洋艦及扶桑號戰艦服役後，便進入海軍大學進修，並於1919年畢業。
自海軍大學畢業後，高橋升任少佐，並上任石見號戰艦炮術長。1923年8月至1925年8月，高橋出任駐英國海軍武官，期間再升中佐。返國後出任多摩號輕巡洋艦副艦長，其後於1929年就任天龍號輕巡洋艦艦長，並於同年加入出席倫敦海軍軍備會議（最終締結倫敦海軍條約）的代表團。會議完結後晉升大佐。
升任大佐的高橋首先出任海軍省副官，其後於1932年出任愛宕號重巡洋艦艦長，1933年調任霧島號戰艦艦長。1935年升任少將，並擔任軍令部第二部長。此時高橋高調支持南進論，即日本應南進奪取新畿內亞、婆羅洲及荷屬東印度群島的西里伯斯島，並視之為日本的戰略利益圈。1939年升任中將，並出任馬公要港部司令。
1941年，高橋出任第三艦隊司令。當時第三艦隊屬於支那地區艦隊的一部分，主要負責駐地台灣附近海域。
1942年初，第三艦隊分拆為東部隊和中央部隊，東部隊負責進攻西里伯斯島的萬鴉老、肯達里及望加錫，並支援日軍在班達海的兩棲攻擊行動，而中央部隊則負責進攻荷屬婆羅洲。在爪哇島戰役時，高橋伊望擔任艦隊總指揮，支援登陸作戰。旗下有多個部隊，分別是「直接支援部隊」（由西村祥治少將指揮）、「第二驅逐戰隊」（由田中賴三少將指揮）、「第一基地戰隊」及「第二基地戰隊」（由栗田健男少將指揮）、「第三驅逐戰隊」（由原忠一少將指揮）及「第一航空戰隊」。同年三月，高橋出任新設的第二南遣艦隊司令，一個月後兼任新設的西南地區艦隊總司令。
1942年11月，高橋調回日本本土，出任吳鎮守府司令，並一直於該職服役至1944年轉為後備為止。

## 生平簡表
- 1888年（明治21年）4月20日－出生
- 1908年（明治41年）－畢業自海軍兵學校
- 1920年（大正9年）12月1日－任 海軍少佐
- 1923年（大正12年）8月－任 駐英國海軍武官
- 1924年（大正13年）12月1日－任 海軍中佐
- 1926年（大正15年）2月20日－多摩號輕巡洋艦副艦長
- 1929年（昭和4年）
  - 8月20日－天龍號輕巡洋艦艦長
  - 11月1日－倫敦海軍軍備會議全權隨員
  - 11月30日－任 海軍大佐
- 1930年（昭和5年）12月1日－海軍省副官
- 1932年（昭和7年）12月1日－愛宕號重巡洋艦艦長
- 1933年（昭和8年）11月15日－霧島號戰艦艦長
- 1935年（昭和10年）
  - 3月1日－佐世保鎮守府參謀長
  - 11月15日－任 海軍少將、軍令部第二部長
- 1937年（昭和12年）11月15日－聯合艦隊參謀長兼第一艦隊參謀長
- 1939年（昭和14年）11月15日－任 海軍中將、馬公要港部司令
- 1941年（昭和16年）4月10日－第三艦隊司令
- 1942年（昭和17年）
  - 3月10日－第二南遣艦隊司令
  - 4月10日－兼任 西南地區艦隊司令
  - 11月10日－吳鎮守府司令
- 1944年（昭和18年）12月20日－後備役
- 1947年（昭和21年）3月18日－逝世